# Pieter Coolman
Pieter Coolman (ur. 24 kwietnia 1989 w Brugii) – belgijski siatkarz, grający na pozycji środkowego, reprezentant Belgii. 

## Życie prywatne
Jego młodsza siostra Nina Coolman również jest siatkarką.

## Sukcesy klubowe
Puchar Belgii:
- 2013[1], 2016, 2017, 2018, 2019, 2020, 2021, 2023[2], 2024[3], 2025[4]

Mistrzostwo Belgii:
- 2013, 2014, 2015[5], 2016, 2017, 2021, 2022[6], 2023[7], 2024[8], 2025[9]
- 2018, 2019

Superpuchar Belgii:
- 2013, 2014, 2018, 2019, 2022, 2023[10]

Puchar CEV:
- 2023[11]

## Sukcesy reprezentacyjne
Liga Europejska:
- 2013[12]